# شموع السبت

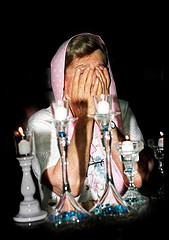
يهودية تتلو البركة التى شوضع السبت وهي تغطي عينيها (معاليه أدوميم عام 2011)

شموع السبت هي طقس في الديانة اليهودية يتم فيه إشعال الشموع في مساء يوم الجمعة قبل غروب الشمس تمهيدًا للدخول في يوم السبت أو الشبات المُقدس في اليهودية. تقوم النساء عادةً بإضاءة الشموع في المنزل، ولكن في حالة عدم وجود امرأة، يقوم الرجل بإضاءة الشموع. وبعد إشعال الشموع، يغطي المشعلون أعينهم ويتمنون النعم.

## لمحة تاريخية

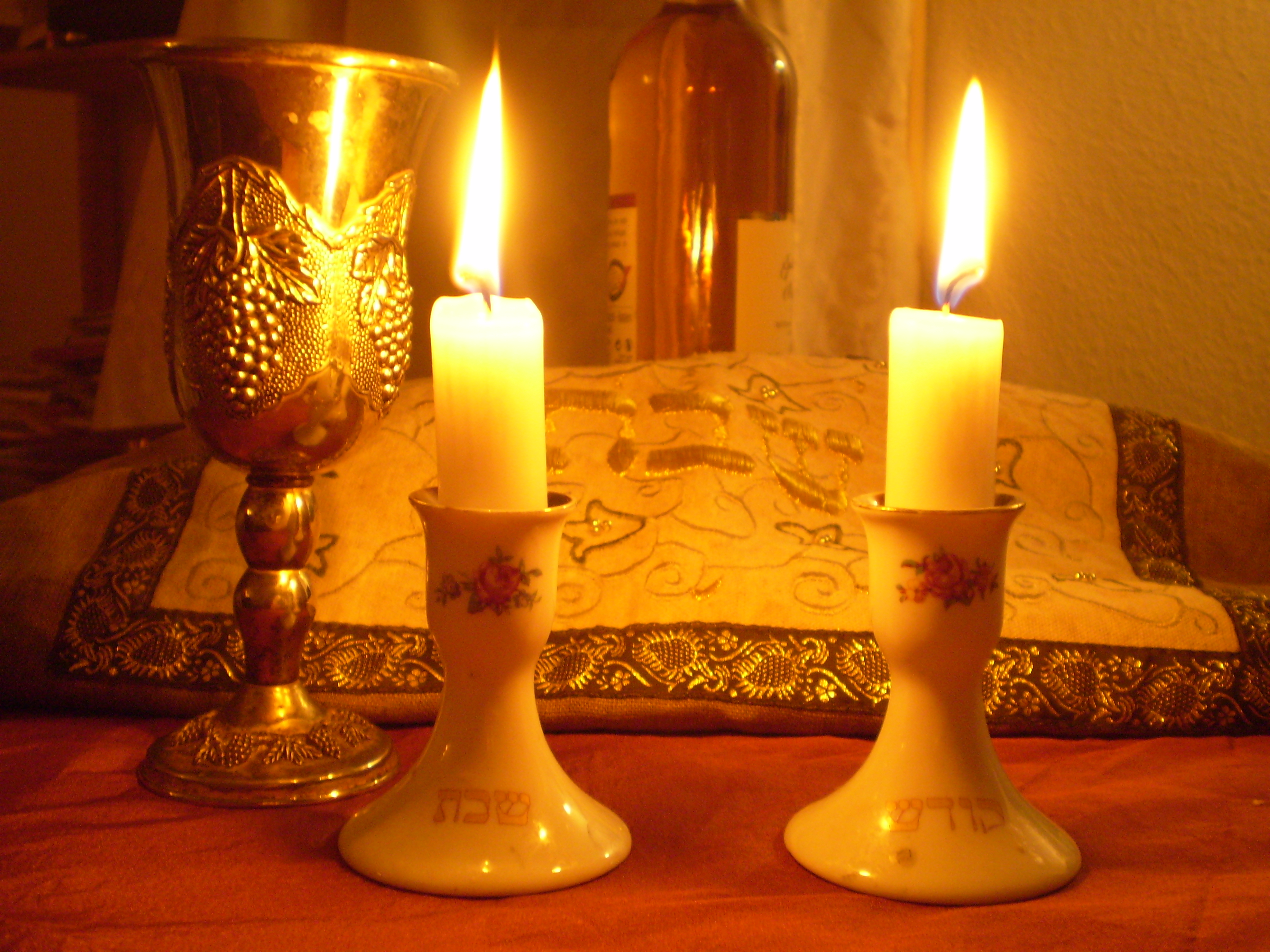
شموع السبت

سُجّلت ممارسة إضاءة مصابيح الزيت قبل يوم السبت لأول مرة في الفصل الثاني من مشناه السبت. يتمثل الغرض الرئيسي من إضاءة شموع يوم السبت في تكريم يوم السبت المقدس في الديانة اليهودية. قبل ظهور الإضاءة الكهربائية عندما كان البديل هو تناول الطعام في الظلام، كان من الضروري إضاءة المصابيح لخلق بيئة مناسبة.

## إضاءة الشموع
يُفضل أن تقوم امرأة بإضاءة شموع السبت. حيث توضح المصادر التلمودية أن "الإنسان الأول كان مصباح العالم، لكن حواء أخمدته. لذلك أعطوا وصية إشعال المصباح إلى امرأة، بالإضافة إلى أنها مسؤولة عن احتياجات الأسرة". حيث كان موسى بن ميمون الذي يرفض المبررات التلمودية القائمة على الخرافات، يكتب فقط: "والمرأة أكثر إلزامًا في هذا الأمر من الرجل، لأنها موجودة في المنزل وتشارك في الأعمال المنزلية".

## عدد الشموع
يضيء معظم اليهود اليوم شمعتين على الأقل. تنصح السلطات بإضاءة مصباحين فقط بحد أقصى، بالإضافة المصابيح الأخرى الضرورية لأغراض أخرى محفوظة بعناية على مسافة للحفاظ على اللوحة.  ومع ذلك، فقد رأي أضاف موسى إيسرلس أن ويمكنهم إضافة وإضاءة ثلاثة أو أربعة مصابيح المصابيح ، وهناك من يضيء سبعة شموع تقابل أيام الأسبوع السبعة، أو العشر المقابلة للوصايا العشر. بدءًا من يعقوب ليفي مولين، طلبت السلطات الحاخامية من النساء اللواتي نسين الإضاءة لمدة أسبوع أن يضيفن مصباحًا إضافيًا إلى رقمها المعتاد لبقية حياتها.
هناك تقليد يهودي حديث يعيد تفسير الشمعتين كزوج وزوجة ويضيف شمعة جديدة لكل طفل يولد. ويبدو أن أول من سمع عنها كان إسرائيل هاييم فريدمان، على الرغم من أن مقالته لم تنشر حتى عام 1965. ذكر هذه القصة مناحيم مندل شنيرسون في رسالة عام 1975. من المفترض أن مردخاي لايفر قكانت تضيء المرأة شمعتين قبل الأطفال ولكن بعد طفلها الأول تضيء خمسة شموع، وهو رقم مطابق لأرقام اأسفار موسى الخمسة، التي تكون التوراهة وهكذا فهي إلى الأبد، بغض النظر عن عدد الأطفال" ولكن هذا التعليم لم ينشر حتى عام 1988. تقدم ميناشي كلاين تفسيرين: إما أنه يعتمد على قاعدة مولين والنساء اللواتي يتغيبن أسبوعًا لأنهن كن يلدن لا يُعفون (على الرغم من أن جميع السلطات الأخرى تفترض أنهن معفيين) أو أنه يستند إلى المقارنة مع شموع هانوكا، التي أوصت بعض السلطات في العصور الوسطى بإضاءة واحدة لكل فرد من أفراد الأسرة.

## التلويح باليد
تُقال النعم عند اليهود الأشكناز بعد إشعال الشموع، بينما في طقوس اليهود السفارديون تُقال البركة، ولتجنب الاستفادة من ضوء الشموع قبل الإدلاء بالبركة، توصي سلطات الأشكناز بأن يغطي الشمعلون أعينهم خلال الفترة الفاصلة. تقوم العديد من النساء اليهوديات اليوم بحركة مبالغ فيها، ويلوحن بأيديهن في الهواء عند تغطية أعينهن، ولا يوجد مصدر محدد يأمر بذلك في النصوص اليهودية التقليدية.
وقد ورد في كتاب يُنسب إلى عالم القرن الثالث عشر إيليا ب. إسحاق من مدينة قرقشونة الفرنسية ويحمل عنوان "سفر الثبوت" أن حفيدة راشد الرابانيت حنا أخت الحاخام يعقوب حذرت النساء من بدء البركة حتى تضيء الشمعة الثانية، لئلا تقبل النساء يوم السبت ثم تستمرن في إضاءة الشموع.

## التوقيت
يجب أن تضاء الشموع قبل وقت البدء الرسمي ليوم السبت، والذي يختلف من مكان إلى آخر، ولكن بشكل عام تبدأ الطقوس قبل غروب شمس يوم الجمعة بنحو 18 أو 20 دقيقة. في بعض الأماكن، يكون الوقت المعتاد أبكر من ذلك أي حوالي 30 دقيقة قبل غروب الشمس في حيفا و40 دقيقة في القدس، ربما لأن الجبال في تلك المدن أعاقت الأفق وجعلت من الصعب معرفة ما إذا كان غروب الشمس قد حل أم لا.